# Dipoena zeteki
Dipoena zeteki là một loài nhện trong họ Theridiidae.
Loài này thuộc chi Dipoena. Dipoena zeteki được Arthur Merton Chickering miêu tả năm 1943.